# Гаранти Коза Турнир на шампионките 2014
Гаранти Коза Турнир на шампионките 2014 е тенис турнир за най-добрите тенисистки извън топ 8 на Световната ранглиста за жени, спечелили поне един турнир от категория „Международни“. Това е шестото издание на турнира и е част от WTA Тур 2014. Провежда се в зала „Арена Армеец София“ в българската столица София от 28 октомври до 2 ноември. Симона Халеп е шампионката от Гаранти Коза Турнир на шампионките 2013.
На състезанието в София през 2014 г. (наричано „малкия мастърс“) ще се съревновават осем от най-силните тенисистки за 2014 г. в света. Наградният фонд на състезанието е 750 000 долара, което го превръща в най-големия тенис турнир в България.
През 2014 г. Турнирът получава партньорство и финансова подкрепа от Корпоративна търговска банка АД.

## Точки и награден фонд
Наградният фонд на Гаранти Коза Турнир на шампионките 2014 е $750 000.
| Фаза                    | Сингъл        | Точки 1   |
| ----------------------- | ------------- | --------- |
| Шампионка               | RR2 + 190 000 | RR2 + 195 |
| Финалистка              | RR2 + 65 000  | RR2 + 75  |
| Полуфиналистки          | RR2 + 10 000  | RR2       |
| Групова фаза (3 победи) | 80 000        | 180       |
| Групова фаза (2 победи) | 65 000        | 145       |
| Групова фаза (1 победа) | 50 000        | 110       |
| Групова фаза (0 победи) | 35 000        | 75        |
| Резерва                 | 7500          | 75        |

- 1 за всеки изигран мач в груповата фаза тенисистките получават автоматично 25 точки, а за всяка победа прибавят още 35 точки.
- 2 RR означава парите или точките, спечелени в груповата фаза.
- 3 Заместничките получават 7500 долара дори и ако не участват.

## Квалификации
Шестте най-високо ранкирани тенисистки, които са спечелили поне една титла от категория „Международни“ през годината и не участват на сингъл във финалния Шампионат на WTA Тур в Сингапур или финала на „Фед къп“, автоматично се класират за състезанието, плюс още две поканени от домакините тенисистки (WC).
Тенисистките в лилаво ще участват в Шампионата на WTA.
Тенисистките в жълто ще участват в Гаранти Коза Турнир на шампионките.
Ли На няма да участва, защото на 19 септември 2014 г. тя се оттегли от професионалния тенис.
| WTA ранглиста на сингъл (20 октомври 2014) |                        |      |                   |
| №                                          | Тенисистка             | Ранк | Титла в(ъв)       |
| -                                          | Симона Халеп           | 4    | Букурещ           |
| -                                          | Южени Бушар            | 5    | Нюрнберг          |
| -                                          | Ана Иванович           | 7    | Оклънд Монтерей   |
| -                                          | Каролине Возняцки      | 8    | Истанбул          |
| -                                          | Ли На                  | 9    | Шънджън           |
| 1                                          | Екатерина Макарова     | 11   | Патая             |
| 2                                          | Доминика Цибулкова     | 12   | Акапулко          |
| 3                                          | Флавия Пенета          | 15   | Wildcard (Покана) |
| 4                                          | Андреа Петкович        | 17   | Бад Гащайн        |
| 5                                          | Карла Суарес Наваро    | 18   | Оейраш            |
| 6                                          | Ализе Корне            | 20   | Катовице          |
| -                                          | Саманта Стосър         | 21   | Осака             |
| 7                                          | Гарбине Мугуруса       | 23   | Хобарт            |
| -                                          | Каролина Плишкова      | 24   | Сеул Линц         |
| -                                          | Сабине Лисицки         | 27   | Хонгконг          |
| -                                          | Светлана Кузнецова     | 28   | Вашингтон         |
| -                                          | Елина Свитолина        | 30   | Баку              |
| -                                          | Каролин Гарсия         | 38   | Богота            |
| -                                          | Коко Вандевеге         | 39   | Росмален          |
| -                                          | Клара Кукалова         | 40   | Флорианополис     |
| 8                                          | Цветана Пиронкова      | 41   | Wildcard (Покана) |
| -                                          | Куруми Нара            | 43   | Рио де Жанейро    |
| -                                          | Мона Бартел            | 44   | Бостад            |
| -                                          | Алисън Риск            | 45   | Тиендзин          |
| -                                          | Моника Никулеску       | 47   | Гуанджоу          |
| -                                          | Аника Бек              | 54   | Люксембург        |
| -                                          | Карин Кнап             | 56   | Ташкент           |
| -                                          | Моника Пуиг            | 61   | Страсбург         |
| -                                          | Миряна Лучич-Барони    | 63   | Квебек            |
| -                                          | Дона Векич             | 84   | Куала Лумпур      |
| -                                          | Мария Тереса Торо Флор | 88   | Маракеш           |

## Жребият за турнира
Жребият за Garanti Koza WTA Турнира на шампионките ще бъде изтеглен на 27 октомври 2014 г. в София.
Осемте тенисистки ще бъдат разделени в две групи по четири, наречени „Сердика“ и „Средец“. Състезателките играят всяка срещу всяка в груповата фаза от 28 до 31 октомври. Първите две се класират на полуфинал.
В тях на 1 ноември победителката от „Сердика“ играе с втората от „Средец“, а първата от „Средец“ среща втората в класирането на „Сердика“.
Финалната среща е на 2 ноември 2014 г. в зала „Арена Армеец“.

## Сингъл
Симона Халеп е шампионката от 2013 г., но тя не участва, защото се класира за Финали на WTA 2014.
Андреа Петкович печели титлата, след като надиграва Флавия Пенета с 1 – 6, 6 – 4, 6 – 3 във финалния двубой.

### Тенисистки
1. Екатерина Макарова (Групова фаза, отказва се)
2. Доминика Цибулкова (Групова фаза)
3. Флавия Пенета (Финал)
4. Андреа Петкович (Шампионка)
5. Карла Суарес Наваро (Полуфинал)
6. Ализе Корне (Групова фаза)
7. Гарбине Мугуруса (Полуфинал)
8. Цветана Пиронкова (Групова фаза)

### Резерви
1. Каролина Плишкова (Групова фаза)
2. Елина Свитолина (Не участва)

### Основна схема

#### Легенда
- Q (на английски: qualifier – квалификант) – тенисист, преминал квалификациите
- WC (на английски: wild card – уайлд кард) – специална покана от организаторите на турнира
- LL (на английски: lucky loser – щастлив губещ) – най-високоранкираният тенисист, отпаднал в последния кръг на квалификациите, влиза в основната схема на мястото на друг играч, отказал се от участие в турнира поради някаква причина
- Alt (на английски: alternate – заместник) – играч, който получава място в турнира след отказването на друг тенисист
- SE (на английски: special exempt – специален допуск) – тенисист, който не може да участва в квалификациите, тъй като все още играе в друг турнир, получава място в основната схема чрез special exempt
- PR (на английски: protected ranking – защитаващ ранкинг) – използва се за допускане на тенисисти, които дълго време са отсъствали от тура поради контузии и в резултат са се смъкнали в ранглистата
- w/o (на английски: walkover – служебна победа) – при отказване на играч още преди началото на мач, опонентът му печели служебно
- r (на английски: retired – отказал се) – при оттегляне на тенисист по време на мач, най-често поради здравословни причини
- d (на английски: defaulted – неизпълнение) – отстраняване на играч за неспортсменско поведение

#### Финална фаза
|  | Полуфинали | Полуфинали       | Полуфинали    | Полуфинали | Полуфинали |   |                     | Финал | Финал | Финал | Финал | Финал |
|  |            |                  |               |            |            |   |                     |       |       |       |       |       |
|  | 7          | Гарбине Мугуруса | 1             | 4          |            |   |                     |       |       |       |       |       |
|  | 4          | Андреа Петкович  | 6             | 6          |            |   |                     |       |       |       |       |       |
|  | 4          | Андреа Петкович  | 6             | 6          |            | 4 | Андреа Петкович     | 1     | 6     | 6     |       |       |
|  |            |                  |               |            |            | 4 | Андреа Петкович     | 1     | 6     | 6     |       |       |
|  |            | 3/WC             | Флавия Пенета | 6          | 4          | 3 |                     |       |       |       |       |       |
|  | 5          | 3/WC             | Флавия Пенета | 6          | 4          | 3 | Карла Суарес Наваро | 4     | 2     |       |       |       |
|  | 5          |                  |               |            |            |   | Карла Суарес Наваро | 4     | 2     |       |       |       |
|  | 3/WC       | Флавия Пенета    | 6             | 6          |            |   |                     |       |       |       |       |       |

#### Група „Сердика“
|       |                                      | Макарова Плишкова           | Пенета                      | Корне                       | Мугуруса                    | П–З         | Сетове                    | Геймове                       | Класиране |
| 1 Alt | Екатерина Макарова Каролина Плишкова |                             | 1 – 6, 3 – 6 (с/у Плишкова) | 1 – 6, 4 – 6 (с/у Макарова) | 2 – 6, 1 – 6 (с/у Макарова) | 0 – 2 0 – 1 | 0 – 4 (0,0%) 0 – 2 (0,0%) | 8 – 24 (25,0%) 4 – 12 (25,0%) | X 4       |
| 3/WC  | Флавия Пенета                        | 6 – 1, 6 – 3 (с/у Плишкова) |                             | 6 – 1, 6 – 2                | 6 – 0, 1 – 6, 1 – 6         | 2–1         | 5–2 (71,4%)               | 32–19 (62,7%)                 | 2         |
| 6     | Ализе Корне                          | 6 – 1, 6 – 4 (с/у Макарова) | 1 – 6, 2 – 6                |                             | 3 – 6, 5 – 7                | 1–2         | 2–4 (33,3%)               | 23 – 30 (43,3%)               | 3         |
| 7     | Гарбине Мугуруса                     | 6 – 2, 6 – 1 (с/у Макарова) | 0 – 6, 6 – 1, 6 – 1         | 6 – 3, 7 – 5                |                             | 3–0         | 6–1 (85,7%)               | 37–19 (66,1%)                 | 1         |

#### Група „Средец“
|      |                     | Цибулкова           | Петкович     | Суарес Наваро       | Пиронкова           | П–З | Сетове      | Геймове       | Класиране |
| 2    | Доминика Цибулкова  |                     | 5 – 7, 3 – 6 | 7 – 5, 6 – 4        | 6 – 3, 7 – 6(8 – 6) | 2–1 | 4–2 (66,7%) | 34–31 (52,3%) | 3         |
| 4    | Андреа Петкович     | 7 – 5, 6 – 3        |              | 0 – 6, 4 – 6        | 7 – 5, 6 – 2        | 2–1 | 4–2 (66,7%) | 30–27 (52,6%) | 2         |
| 5    | Карла Суарес Наваро | 5 – 7, 4 – 6        | 6 – 0, 6 – 4 |                     | 7 – 6(7 – 2), 6 – 1 | 2–1 | 4–2 (66,7%) | 34–24 (58,6%) | 1         |
| 8/WC | Цветана Пиронкова   | 3 – 6, 6 – 7(6 – 8) | 5 – 7, 2 – 6 | 6 – 7(2 – 7), 1 – 6 |                     | 0–3 | 0–6 (0,0%)  | 23–39 (37,1%) | 4         |